# Pierre courcoulée (Les Ventes)
Pour les articles homonymes, voir Pierre courcoulée.
La pierre Courcoulée est un dolmen situé aux Ventes, en France.

## Localisation
Le dolmen est situé sur la commune des Ventes, dans l'Eure, dans la forêt d'Évreux.

## Description
La dalle de couverture du dolmen est en poudingue. Elle mesure 4,25 m en moyenne et jusqu'à 4,60 m dans sa plus grande longueur du nord au sud ; la face ouest mesure 2,90 m et la face est 1,60 m ; son épaisseur est comprise entre 1 m et 1,35 m. Les supports sont aux quatre angles : celui du nord-ouest mesure 0,90 m de haut sur 1,50 m de large ; le support de l’angle sud-ouest 0,70 m de haut sur 1,50 m de large ; le support de l’angle sud-est 0,65 m de haut sur 1,40 m de large et le support de l’angle nord-est mesure 0,65 m de haut. Ce dernier s’est enfoncé dans le sol vers le nord ce qui a fait basculer la table qui s’est écartée du support sud-est.

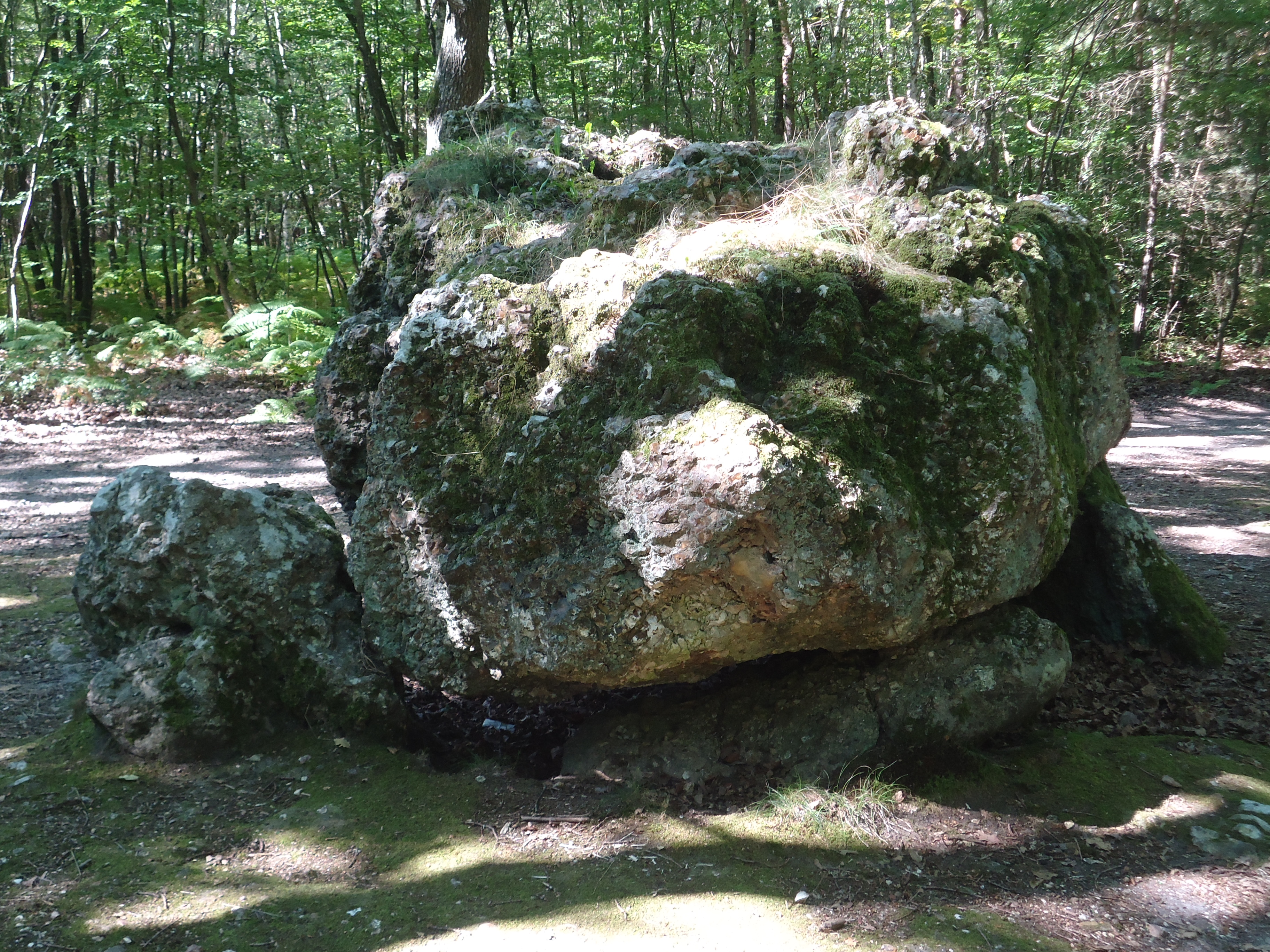
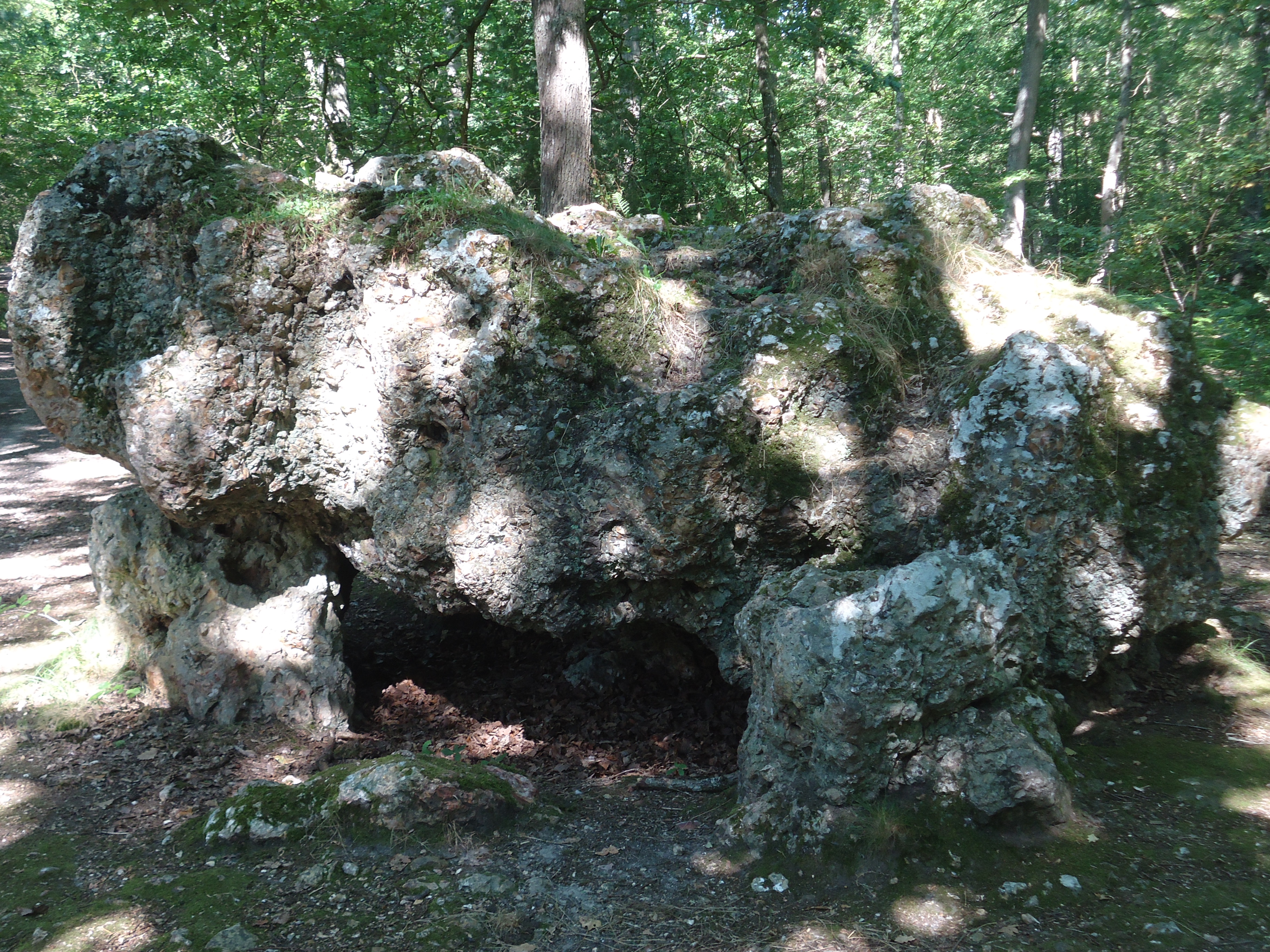
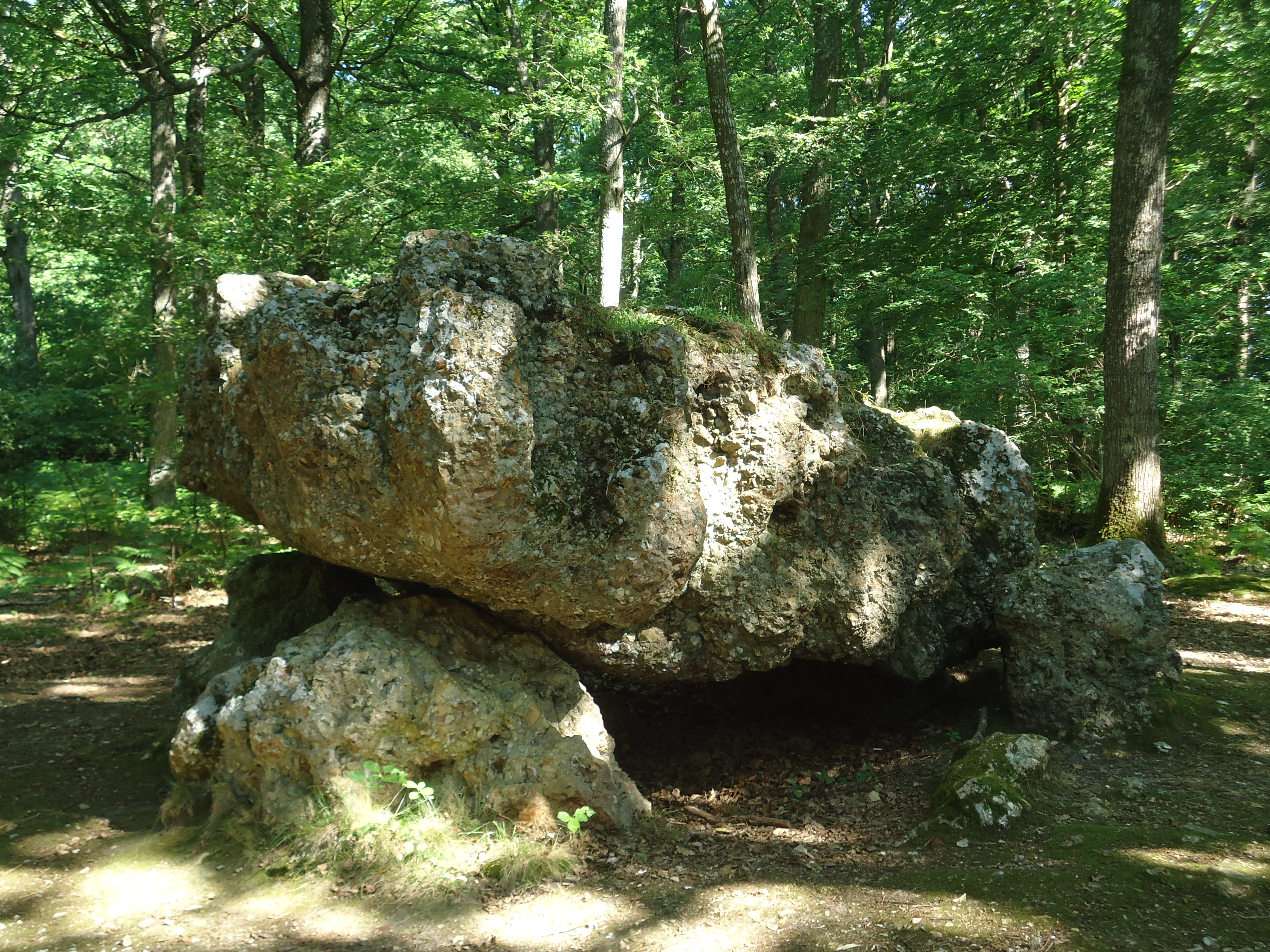
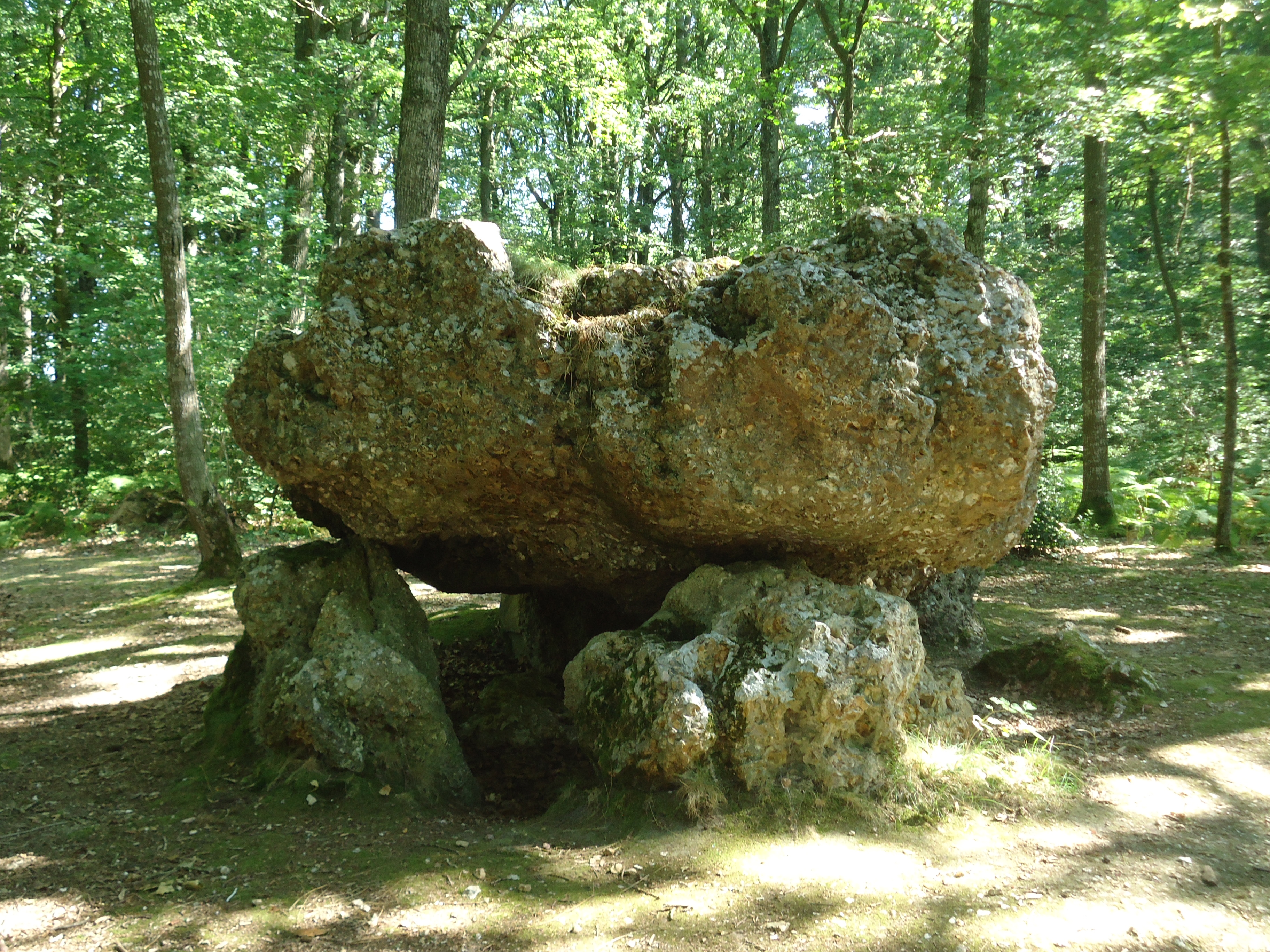
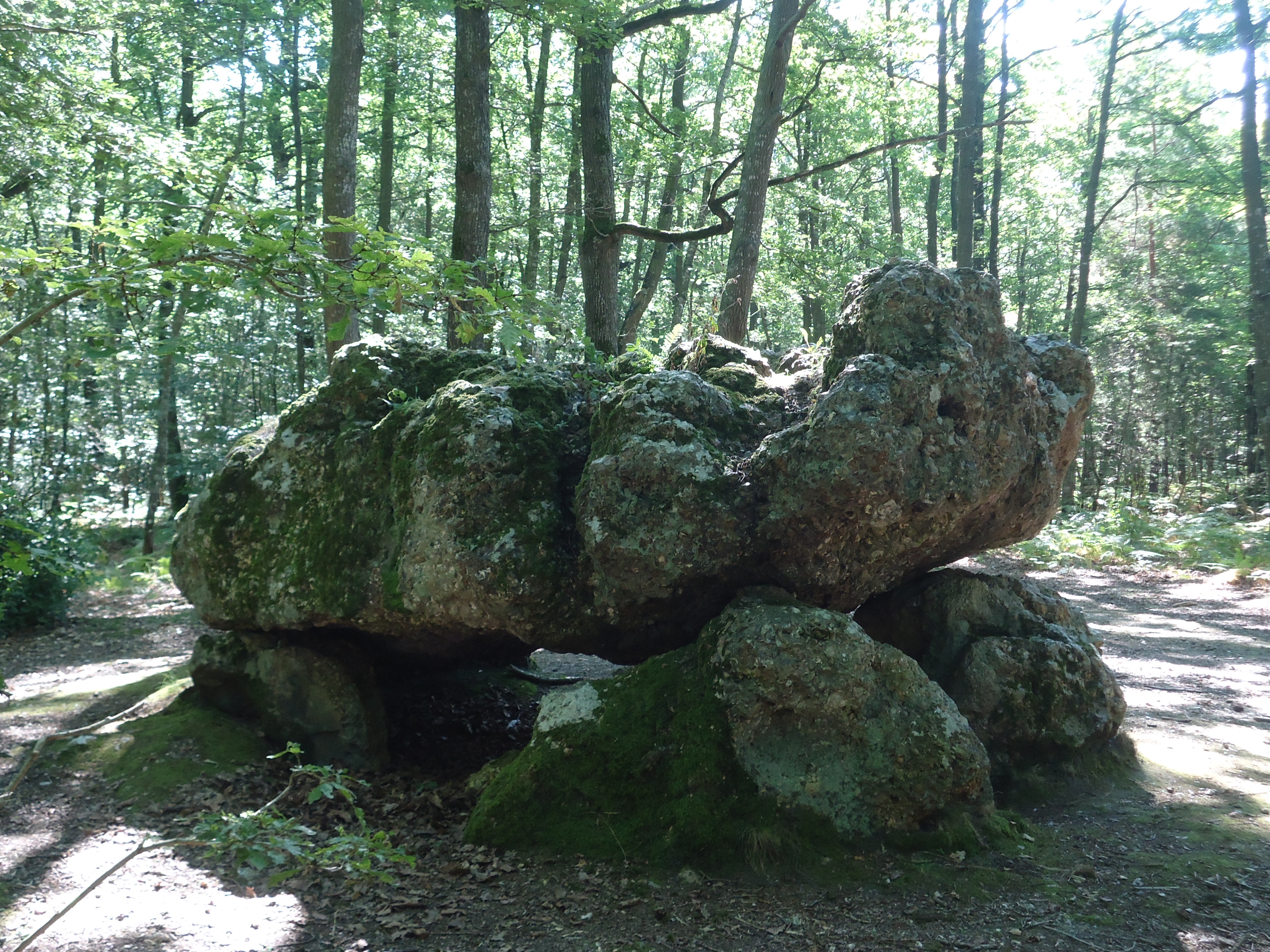

## Historique

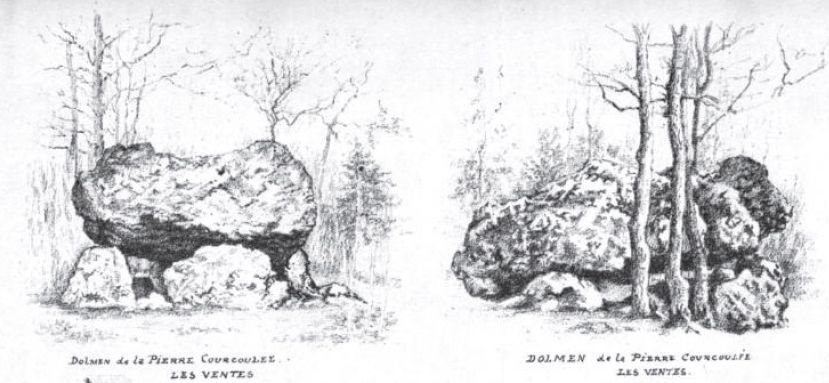
Dessin de Léon Coutil publié en 1896

Le monument date du Néolithique. François Rever est le premier à le mentionner dans son Mémoire sur les ruines du Vieil-Évreux paru en 1827 : 
« C’est une pierre énorme et brute, de plus de 10 mètres cubes (292 pieds cubes), posée à la hauteur d’un mètre, sur quatre hautes pierres enfoncées dans la terre pour lui servir de support. Ce monument est de l’espèce de ceux que Cambry a décrits sous le nom de Dolmin et qu’on est en quelque sorte convenu de prendre pour des autels, ou plus probablement pour des tombeaux du temps des Druides. Le nom du Haut-Bois que porte le petit hameau voisin, vient peut-être du caractère de consécration qu’avait autrefois ce endroit de la forêt. […] Je n’ai tenté aucune recherche sous ce monument ; je savais que des fouilles y avaient été précédemment faites, et je n’ignorais pas qu’on ne trouve ordinairement rien sous les monuments du même genre. La Bretagne en est parsemée ; l’expérience en a dégoûté les savants, les curieux, et même les gens à trésors d’y faire des fouilles. Soit qu’on ait voulu déplacer la grande pierre de celui-ci, soit qu’un des appuis cédant sous le poids se soit affaissé, soit qu’il ait été détaché de l’angle, vers sud-est, quelque éclat spontanément, ou par effort de main d’homme, il est certain qu’il s’est opéré un peu de mouvement dans la table. L’appui de l’angle vers N.O. est affaissé et même abattu dehors ; l’angle de la pierre porte encore dessus, mais l’angle du même bout ne porte plus sur l’appui correspondant, et la pierre inclinée dans ce même bout, ne posant plus que par trois angles, bascule aisément quand un homme placé debout sur l’angle qui ne porte pas, joint au poids de son corps la pression de quelques saccades. »

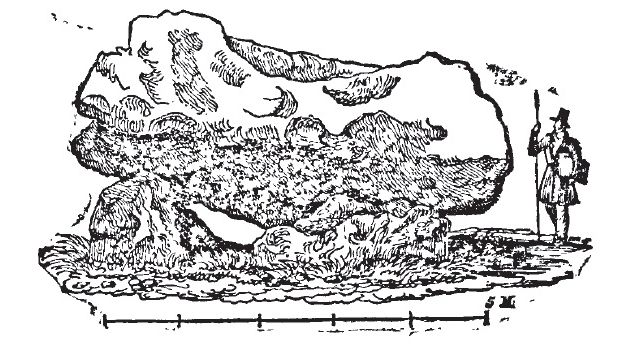
Gravure réalisée par De Stabenrath et publiée par Le Prévost en 1832

Auguste Le Prévost le mentionne à son tour dans sa Notice historique et archéologique sur le département de l’Eure publiée en 1832. Il le dépeint comme étant « le plus remarquable à notre connaissance ». Mécontent du croquis que Rever a publié dans son ouvrage, il rajoute dans le chapitre une représentation plus fidèle du dolmen réalisée par Charles-Léopold de Stabenrath. Louis-Léon Gadebled, dans son Dictionnaire topographique de l’Eure publié en 1840, n’est pas moins enthousiaste quand il mentionne parmi les « deux dolmens druidiques » des Ventes, « un fort remarquable par ses grandes dimensions, connu sous le nom de pierre courcoulée ». Le vicomte de Pulligny le référence également dans son livre L’art préhistorique dans l’Ouest et notamment en Haute Normandie paru en 1879 : « La Pierre-Courcoulée, dans la forêt d’Évreux est formée d’une table posée sur quatre rocs servant d’appui ». Cette belle unanimité explique que le mégalithe soit le premier dolmen de l’Eure à être classé au titre des monuments historiques en 1889. Et il trouve tout naturellement sa place dans le premier Inventaire des menhirs et dolmens de France : Eure publié par Léon Coutil, président de la Société préhistorique française, en 1897